# Promachus gomerae
Promachus gomerae là một loài ruồi trong họ Asilidae. Promachus gomerae được Frey miêu tả năm 1937. Loài này phân bố ở vùng Cổ Bắc giới.